# Boharticus
Boharticus is een geslacht van vliesvleugeligen uit de familie Pteromalidae. De wetenschappelijke naam van dit geslacht is voor het eerst geldig gepubliceerd in 1983 door Grissell.

## Soorten
Het geslacht Boharticus omvat de volgende soorten:
- Boharticus apilosus Grissell, 1983
- Boharticus margaretae Grissell, 1983
- Boharticus nanellus Grissell, 1983
- Boharticus richardi Grissell, 1983